# Franekeradeel
Franekeradeel (pronúnciaⓘ) é um município na província da Frísia (Fryslân), no norte dos Países Baixos.
Foi criado em 1984 pela união de uma municipalidade chamada Franekeradeel com a cidade de Franeker e partes do município extinto de Barradeel.

## Centros populacionais
O município de Franekeradeel consiste na cidade de Franeker, localizada no centro, e catorze outros povoados:
Achlum, Boer, Dongjum, Firdgum, Franeker, Herbaijum, Hitzum, Klooster-Lidlum, Oosterbierum, Peins, Pietersbierum, Ried, Schalsum, Sexbierum, Tzum, Tzummarum, Zweins.